# Szlak przez Słupi Głaz im. Wojciecha Lipniackiego

Szlak przez Słupi Głaz im. Wojciecha Lipniackiego – czerwony znakowany szlak turystyczny w województwie zachodniopomorskim o charakterze podmiejskim, na terenie Szczecińskiego Parku Krajobrazowego „Puszcza Bukowa”, długość szlaku 6,0 km.

## Charakterystyka
Krótki szlak o charakterze podmiejskim, rozpoczyna się wspólnie z czarnym Szlakiem Górskim na Bukowiec przy pętli autobusowej w Szczecinie (osiedle Bukowe, ul. Kolorowych Domów). W 1997 nazwę „Szlak przez Słupi Głaz” przedłużono o nadanie imienia wielkiego miłośnika Puszczy Bukowej i wybitnego polskiego krajoznawcy, Wojciecha Lipniackiego (1918-1996).
Szlak prowadzi przez atrakcyjne turystycznie partie zalesionych Wzgórz Bukowych, na trasie pomniki przyrody, głazy narzutowe, rezerwat przyrody, grodzisko, doliny Chojnówki, Zielawy i Rudzianki.

## Przebieg szlaku
Kilometraż w skróconym przebiegu szlaku podano dla obu kierunków marszu:
- 0,0 km – 6,0 km - Szczecin-Bukowe (pętla autobusowa)
- 0,3 km – 5,7 km -   schronisko szkolne
- 0,9 km – 5,1 km - pomnik przyrody „Buk im. Wojciecha Lipniackiego”
- 2,0 km – 4,0 km -  grodzisko Chojna
- 2,5 km – 3,5 km - Szwedzki Młyn
- 3,0 km – 3,0 km - Grobla Zielawy
- 4,6 km – 1,4 km -   przełęcz Siodło Zielawy
- 4,9 km – 1,1 km - pomnik przyrody „Słupi Głaz”
- 6,0 km – 0,0 km - Brama Czwójdzińskiego

Przebieg szlaku został zweryfikowany według stanu z 2007.
| Odległość | Atrakcje                               | Punkt                                                                                       | Przebieg (także dojścia i uwagi)                                                                                             |
| --------- | -------------------------------------- | ------------------------------------------------------------------------------------------- | --- |
| 0,0 km    | autobus                                | Szczecin-Bukowe, pętla autobusowa, ul. Kolorowych Domów                                     | Szlak Górski na Bukowiec |
| 0,3 km    | schronisko · park · punkt widokowy     | Szczecin-Bukowe, ul. Kolorowych Domów (ul. Seledynowa, Krzyż Milenijny, szkolne schronisko) | Szlak Górski na Bukowiec - odchodzi w lewo                                                                                   |
| 0,9 km    | pomnik przyrody                        | Szczecin-Bukowe, „Buk im. Wojciecha Lipniackiego”                                           | przejście pod wiaduktem autostrady                                                                                           |
| 2,0 km    | grodzisko · rezerwat roślinny · źródło | SPK „Puszcza Bukowa”, rezerwat przyrody Bukowe Zdroje, grodzisko Chojna dolina Chojnówki    | Szlak im. Stanisława Grońskiego Szlak Woja Żelisława Szlak im. Stanisława Grońskiego - odchodzi w prawo do Szczecina-Zdrojów |
| 3,0 km    | rezerwat roślinny · ruiny · cmentarz   | SPK „Puszcza Bukowa”, rezerwat przyrody Bukowe Zdroje, Grobla Zielawy                       | Szlak Woja Żelisława - odchodzi w prawo Drogą Chojnowską na Przełęcz Trzech Braci                                            |
| 4,6 km    | przełęcz · źródło                      | SPK „Puszcza Bukowa”, dolina Zielawy, przełęcz Siodło Zielawy                               | Szlak Górski na Bukowiec |
| 4,9 km    | pomnik przyrody                        | SPK „Puszcza Bukowa” pomnik przyrody „Słupi Głaz” (dolina Rudzianki, Droga Dolinna)         | |
| 6,0 km    |                                        | SPK „Puszcza Bukowa”, Brama Czwójdzińskiego (dolina Rudzianki, Droga Dolinna)               | Szlak im. Bolesława Czwójdzińskiego Szlak Dąbski „Vadam”                                                                     |